# Correspondência Huceine-McMahon

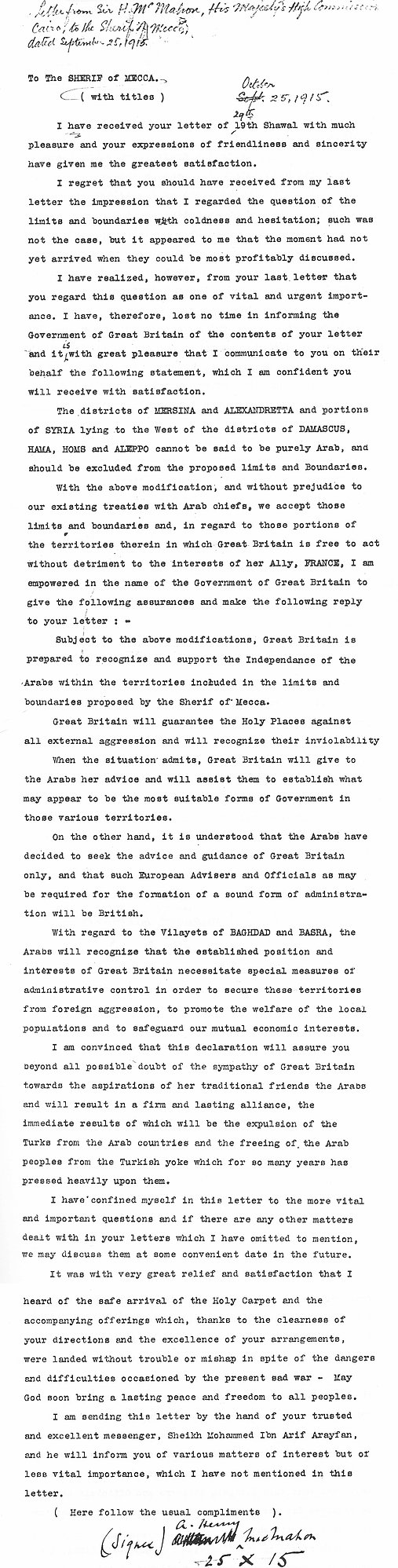
A carta McMahon–Huceine de 24 de outubro de 1915. George Antonius – que havia sido o primeiro a publicar a correspondência na íntegra – descreveu esta carta como "de longe a mais importante em toda a correspondência, e talvez possa ser considerada a mais importante carta internacional documento na história do movimento nacional árabe... ainda é invocado como a principal evidência em que os árabes acusam a Grã-Bretanha de ter quebrado a fé com eles."

A Correspondência Huceine-McMahon (em inglês: McMahon–Hussein Correspondence) é uma série de cartas que foram trocadas durante a Primeira Guerra Mundial em que o governo do Reino Unido concordou em reconhecer a independência árabe após a guerra em troca do Xarife de Meca lançar a revolta árabe contra o Império Otomano. A correspondência teve uma influência significativa na história do Oriente Médio durante e após a guerra; uma disputa sobre a Palestina continuou depois disso.

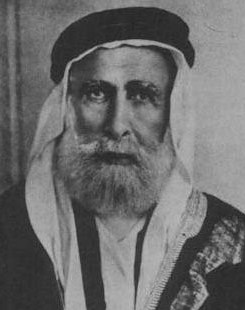
Huceine ibne Ali

A correspondência é composta por dez cartas que foram trocadas de julho de 1915 a março de 1916 entre Huceine ibne Ali, Xarife de Meca e o tenente-coronel Sir Henry McMahon, alto comissário britânico para o Egito. Embora houvesse algum valor militar na mão de obra árabe e no conhecimento local ao lado do exército britânico, a principal razão para o arranjo era contrariar a declaração otomana de jihad ("guerra santa") contra os Aliados e manter o apoio dos 70 milhões de muçulmanos na Índia britânica (particularmente aqueles no exército indiano que foram implantados em todos os principais teatros da guerra mais ampla). A área de independência árabe foi definida como "nos limites e fronteiras propostos pelo xarife de Meca", com exceção de "porções da Síria" situadas a oeste dos "distritos de Damasco, Homs, Hama e Alepo"; interpretações conflitantes dessa descrição causaram grande controvérsia nos anos subsequentes. Uma disputa em particular, que continua até o presente, é a extensão da exclusão costeira.

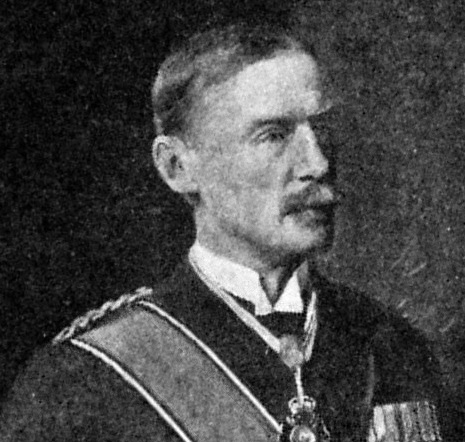
Henry McMahon

Após a publicação da Declaração Balfour de novembro de 1917, que era uma carta escrita pelo secretário de Relações Exteriores britânico Arthur James Balfour ao Barão Rothschild, um líder rico e proeminente da comunidade judaica britânica, que prometia um lar nacional para os judeus na Palestina, e o subsequente vazamento do secreto Acordo Sykes-Picot de 1916, no qual a Grã- Bretanha e a França propuseram dividir e ocupar partes do território, o Xarife e outros líderes árabes consideraram que os acordos feitos na Correspondência McMahon-Huceine foram violados. Huceine recusou-se a ratificar o Tratado de Versalhes de 1919 e em resposta a uma decisão britânica de 1921. A proposta de assinar um tratado aceitando o sistema de Mandatos afirmou que não se poderia esperar que ele "afixasse seu nome em um documento atribuindo a Palestina aos sionistas e a Síria aos estrangeiros". Outra tentativa britânica de chegar a um tratado falhou em 1923-1924 e as negociações foram suspensas em março de 1924; dentro de seis meses, os britânicos retiraram seu apoio em favor de seu aliado árabe central Ibn Saud, que passou a conquistar o reino de Huceine.
A correspondência "assombrou as relações anglo-árabes" por muitas décadas depois. Em janeiro de 1923 trechos não oficiais foram publicados por Joseph N. M. Jeffries no Daily Mail e cópias das cartas circularam na imprensa árabe. Excertos foram publicados no Relatório da Comissão Peel de 1937 e a correspondência foi publicada na íntegra no livro de 1938 de George Antonius, The Arab Awakening, então oficialmente em 1939 como Cmd. 5957. Em 1964, outros documentos foram desclassificados.

## Cartas, julho de 1915 a março de 1916
| Não. | De, Para, Data                                | Resumo |
| ---- | --------------------------------------------- | --- |
| 1.   | Huceine para McMahon, 14 de julho de 1915     | Limites: Consistente com o Protocolo de Damasco, solicitou à "Inglaterra que reconheça a independência dos países árabes, limitados ao norte por Mersim e Adana até 37 graus de latitude, sobre os quais caem Birecik, Xanleurfa, Mardin, Midiat, Cizre (ou Jazirat Ibn ʿUmar), Amedi, até a fronteira da Pérsia; a leste pelas fronteiras da Pérsia até o Golfo de Baçorá; a sul pelo Oceano Índico, com exceção da posição de Adem para permanecer como está; a oeste pelo Mar Vermelho, Mar Mediterrâneo até Mersim." Califado: Solicitou à Inglaterra que "aprovasse a proclamação de um califado árabe do Islã". Outros: Em contrapartida, a Inglaterra terá preferência econômica nos países árabes, com a abolição de outros privilégios estrangeiros nos países árabes. Ambos os lados devem concordar com um pacto de defesa mútua e permanecer neutros caso a outra parte inicie um conflito de agressão. |
| 2.   | McMahon para Huceine, 30 de agosto de 1915    | Confirmado o "desejo britânico pela independência da Arábia e seus habitantes, juntamente com nossa aprovação do califado árabe" |
| 3.   | Huceine para McMahon, 9 de setembro de 1915   | Reiterou a importância de pactuar os "limites e fronteiras", de modo que as negociações "dependam apenas de sua recusa ou aceitação da questão dos limites e de sua declaração de salvaguardar primeiro sua religião e depois os demais direitos de qualquer dano ou perigo." |
| 4.   | McMahon para Huceine, 24 de outubro de 1915   | Limites: Reconheceu a importância de concordar com limites, afirmando que "os dois distritos de Mersim e İskenderun e porções da Síria situadas a oeste dos distritos de Damasco, Homs, Hama e Alepo não podem ser considerados puramente árabes e devem ser excluídos dos limites exigidos... Quanto às regiões situadas dentro das fronteiras em que a Grã-Bretanha é livre para agir sem prejudicar os interesses de seu aliado, a França... A Grã-Bretanha está disposta a reconhecer e apoiar a independência dos árabes em todos os regiões dentro dos limites exigidos pelo Xarife de Meca." Outros: Prometeu proteger os Lugares Sagrados, fornecer conselhos e assistência sobre o governo, com o entendimento de que apenas a Grã-Bretanha desempenhará esse papel. Estipulou uma exceção para os vilaietes de Bagdá e Baçorá, permitindo "arranjos administrativos especiais" para a Grã-Bretanha.       |
| 5.   | Huceine a McMahon, 5 de novembro de 1915      | "Vilaietes de Mersim e Adana": "renunciar à nossa insistência na inclusão" "[Do]is vilaietes de Alepo e Beirute e suas costas marítimas": recusando a exclusão, uma vez que "são puramente vilaietes árabes, e não há diferença entre um muçulmano e um árabe cristão" "Vilaietes iraquianos": observou que "podemos concordar deixar sob as tropas britânicas... contra uma quantia adequada paga como compensação ao Reino Árabe pelo período de ocupação ". Outros: O restante da carta discute a apreensão árabe sobre a velocidade de qualquer revolta, no contexto do risco de os aliados pedirem a paz com os otomanos. |
| 6.   | McMahon para Huceine, 14 de dezembro de 1915  | "Vilaietes de Mersina e Adana": Acordo reconhecido. "Vilaietes de Alepo e Beirute": "como os interesses de nosso aliado, a França, estão envolvidos em ambos, a questão exigirá uma consideração cuidadosa e uma comunicação adicional sobre o assunto será endereçada a você no devido tempo". "Vilaiete de Bagdá": Proposta para adiar a discussão Outro: Responde à apreensão no momento com a confirmação de que a Grã-Bretanha "não tem intenção de concluir qualquer paz em termos da qual a liberdade dos povos árabes da dominação alemã e turca não constitua uma condição essencial." |
| 7.   | Huceine para McMahon, 1 de janeiro de 1916    | "Iraque": propõe acordo de compensação após a guerra "[As] partes do norte e suas costas": recusa mais modificações, afirmando que "é impossível permitir qualquer derrogação que dê à França, ou a qualquer outra potência, uma extensão de terra nessas regiões". |
| 8.   | McMahon para Huceine, 25 de janeiro de 1916   | Reconheceu os pontos anteriores de Huceine. |
| 9.   | Huceine para McMahon, 18 de fevereiro de 1916 | Discutiu os preparativos iniciais para a revolta. Apelou a McMahon por £ 50 000 em ouro, mais armas, munições e alimentos, alegando que Faiçal estava aguardando a chegada de "não menos de 100 000 pessoas" para a revolta planejada. |
| 10.  | McMahon para Huceine, 10 de março de 1916     | Discutiu os preparativos iniciais para a revolta. Confirmou a concordância britânica com os pedidos e concluiu as dez cartas da correspondência. O Xarife estabeleceu uma data provisória para a revolta armada para junho de 1916 e iniciou discussões táticas com o alto comissário britânico no Egito, Sir Henry McMahon. |

### Trabalhos especializados
- Allawi, Ali A. (2014). Faisal I of Iraq. [S.l.]: Yale University Press. pp. 216–. ISBN 978-0-300-19936-9
- Antonius, George (1938). The Arab Awakening: The Story of the Arab National Movement. [S.l.]: Hamish Hamilton. ISBN 9780710306739
- Barr, James (2011). A Line in the Sand: Britain, France and the struggle that shaped the Middle East. [S.l.]: Simon & Schuster. 60 páginas. ISBN 978-1-84983-903-7
- Bennett, G.H. (1995). British foreign Policy during the Curzon Period, 1919-24. [S.l.]: Macmillan Press. 243 páginas. ISBN 978-1-349-39547-7
- Biger, Gideon (2004). The Boundaries of Modern Palestine, 1840-1947. [S.l.]: Psychology Press. ISBN 978-0-7146-5654-0
- Brecher, Frank W. (1993). «French Policy toward the Levant 1914-18». Middle Eastern Studies. 29 (4): 641–663. JSTOR 4283597. doi:10.1080/00263209308700971
- Charlwood, David J (2014). «The Impact of the Dardanelles Campaign on British Policy Towards the Arabs: How Gallipoli Shaped the Hussein-McMahon Correspondence». British Journal of Middle Eastern Studies. 42 (2): 241–252. doi:10.1080/13530194.2014.936113
- Dockrill; Steiner (1980). «The Foreign Office at the Paris Peace Conference in 1919». The International History Review. 2 (1): 55–86. doi:10.1080/07075332.1980.9640205
- Kalisman, Hilary Falb (2016). «The Little Persian Agent in Palestine: Husayn Ruhi, British Intelligence, and World War I» (PDF). Institute for Palestine Studies (66). 67 páginas
- Friedman, Isaiah (1973). The Question of Palestine: British-Jewish-Arab Relations, 1914–1918. [S.l.]: Transaction Publishers. ISBN 978-1-4128-3868-9
- Friedman, Isaiah (2000). Palestine, a Twice-Promised Land: The British, the Arabs & Zionism : 1915–1920. [S.l.]: Transaction Publishers. ISBN 978-1-4128-3044-7
- Goldstein, Erik (1987). «British Peace Aims and the Eastern Question: The Political Intelligence Department and the Eastern Committee, 1918». Middle Eastern Studies. 23 (4): 419–436. JSTOR 4283203. doi:10.1080/00263208708700719
- Goren, Haim; Dolev, Eran; Sheffy, Yigal (30 de novembro de 2014). Palestine and World War I: Grand Strategy, Military Tactics and Culture in War. [S.l.]: I.B.Tauris. ISBN 978-1-78076-359-0
- Havrelock, Rachel (27 de outubro de 2011). River Jordan: The Mythology of a Dividing Line. [S.l.]: University of Chicago Press. pp. 231–. ISBN 978-0-226-31959-9
- Hawa, Salam (20 de janeiro de 2017). The Erasure of Arab Political Identity: Colonialism and Violence. [S.l.]: Taylor & Francis. ISBN 978-1-317-39006-0
- Huneidi, Sahar (2001). A Broken Trust: Sir Herbert Samuel, Zionism and the Palestinians. [S.l.]: I.B.Tauris. 84 páginas. ISBN 978-1-86064-172-5
- Hadawi, Sami (1991). Bitter Harvest: A Modern History of Palestine. [S.l.]: Olive Branch Press. ISBN 978-0-940793-81-1
- Hourani, Albert (1981). The Emergence of the Modern Middle East. [S.l.]: University of California Press. ISBN 978-0-520-03862-2
- Hughes, Matthew (11 de janeiro de 2013). Allenby and British Strategy in the Middle East, 1917-1919. [S.l.]: Routledge. ISBN 978-1-136-32395-9
- Hurewitz, J. C. (junho de 1979). The Middle East and North Africa in World Politics:A Documentary Record. British-French supremacy, 1914-1945 Vol.2. [S.l.]: Yale University Press. ISBN 9780300022032
- Ingrams, Doreen (2009). Palestine papers: 1917–1922: seeds of conflict. [S.l.]: Eland. ISBN 978-1-906011-38-3
- Jeffries, Joseph Mary Nagle (1939). Palestine: The Reality. [S.l.]: Longmans, Green and Company. p. 105
- Kattan, Victor (junho de 2009). From coexistence to conquest: international law and the origins of the Arab-Israeli conflict, 1891–1949. [S.l.]: Pluto Press. ISBN 978-0-7453-2579-8
- Kedouri, Elie (2014). In the Anglo-Arab Labyrinth: The McMahon-Husayn Correspondence and Its Interpretations 1914-1939. [S.l.]: Routledge. ISBN 978-1-135-30842-1
- Kent, Marian (15 de setembro de 1977). «Asiatic Turkey, 1914-1916». In:  F. H. Hinsley and Francis Harry Hinsley. British Foreign Policy Under Sir Edward Grey. [S.l.]: Cambridge University Press. ISBN 978-0-521-21347-9
- Khalidi, Rashid (1991). The Origins of Arab Nationalism. [S.l.]: Columbia University Press. ISBN 978-0-231-07435-3
- Lieshout, Robert H. (2016). Britain and the Arab Middle East: World War I and its Aftermath. [S.l.]: I.B.Tauris. ISBN 978-1-78453-583-4
- Lieshout, R.H. (1984). «'Keeping Better Educated Moslems Busy': Sir Reginald Wingate and the Origins of the Husayn-McMahon Correspondence». The Historical Journal. 27 (2): 453–463. doi:10.1017/S0018246X00017891
- Mangold, Peter (30 de abril de 2016). What the British Did: Two Centuries in the Middle East. [S.l.]: I.B.Tauris. ISBN 9780857729095
- Mathew, William M. (2011). «War-Time Contingency and the Balfour Declaration of 1917: An Improbable Regression» (PDF). Journal of Palestine Studies. 40 (2): 26–42. JSTOR 10.1525/jps.2011.xl.2.26. doi:10.1525/jps.2011.xl.2.26
- Mousa, Suleiman (1978). «A Matter of Principle: King Hussein of the Hijaz and the Arabs of Palestine». International Journal of Middle East Studies. 9 (2): 183–194. doi:10.1017/S0020743800000052
- Mousa, Suleiman (1993), «Sharif Husayn and Developments Leading to the Arab Revolt», ISBN 978-0-85989-408-1, University of Exeter Press, New Arabian Studies, I: 49–
- Paris, Timothy J. (2003), Britain, the Hashemites, and Arab Rule, 1920-1925: The Sherifian Solution, ISBN 978-0-7146-5451-5, Frank Cass
- Prott, Volker (2016). The Politics of Self-Determination:Remaking Territories and National Identities in Europe,1917-1923. [S.l.]: Oxford University Press. ISBN 9780191083549
- Quigley, John (2010). The Statehood of Palestine: International Law in the Middle East Conflict. [S.l.]: Cambridge University Press. pp. 11–12. ISBN 978-1-139-49124-2
- Reid, Walter (1 de setembro de 2011). Empire of Sand: How Britain Made the Middle East. [S.l.]: Birlinn. ISBN 978-0-85790-080-7
- Shlaim, Avi (2009). Israel and Palestine: Reappraisals, Revisions, Refutations. [S.l.]: Verso. ISBN 978-1-84467-366-7
- Schneer, Jonathan (2010). The Balfour Declaration: The Origins of the Arab-Israeli Conflict. [S.l.]: Random House. ISBN 978-1-4000-6532-5
- Smith, Charles D. (1993). «The Invention of a Tradition The Question of Arab Acceptance of the Zionist Right to Palestine during World War I» (PDF). Journal of Palestine Studies. XXII (2): 48–61. doi:10.1525/jps.1993.22.2.00p0188v
- Teitelbaum, Joshua (2001). The Rise and Fall of the Hashimite Kingdom of Arabia. [S.l.]: C. Hurst & Co. Publishers. ISBN 9781850654605
- Wilson, Jeremy (1990). Lawrence of Arabia: The Authorized Biography of T.E. Lawrence. [S.l.]: Atheneum. pp. 1188. ISBN 9780689119347
- Yesilyurt, Nuri (2006). «Turning Point of Turkish Arab Relations:A Case Study on the Hijaz Revolt» (PDF). The Turkish Yearbook. XXXVII: 107–8
- Yapp, Malcolm (1987). The Making of the Modern Near East 1792–1923. Harlow, England: Longman. ISBN 978-0-582-49380-3

### Histórias gerais
- Choueiri, Youssef M. (16 de março de 2001). Arab Nationalism: A History Nation and State in the Arab World. [S.l.]: Wiley. ISBN 978-0-631-21729-9
- Khouri, Fred John (janeiro de 1985). The Arab-Israeli Dilemma. [S.l.]: Syracuse University Press. ISBN 978-0-8156-2340-3
- Rea, Tony; Wright, John (2 de junho de 1997). The Arab-Israeli Conflict. [S.l.]: Oxford University Press. ISBN 9780199171705 – via Google Books
- Rush, Alan (30 de junho de 1995). Records of the Hashimite dynasties: a twentieth century documentary history. [S.l.]: Archive Editions. p. 21. ISBN 978-1-85207-590-3

### Obras das partes envolvidas
- O texto completo de McMahon–Hussein Correspondence no Wikisource
- Arab-British Committee (1939), Report of a Committee set up to consider certain correspondence between Sir Henry McMahon [his majesty's high commissioner in egypt] and the Sharif of Mecca in 1915 and 1916, UNISPAL; pdf version (0.3 MB); Original pdf (7.3MB)
- McMahon, Henry; bin Ali, Hussein (1939), Cmd.5957; Correspondence between Sir Henry McMahon, G.C.M.G., His Majesty's High Commissioner at. Cairo and the Sherif Hussein of Mecca, July, 1915-March, 1916 (with map) (PDF), HMG
- Lansing, Robert (1921). «Chapter XIII 'The System of Mandates'». The Peace Negotiations. [S.l.]: Houghton Mifflin Company
- Palestine Royal Commission (1937), Cmd. 5479, Palestine Royal Commission Report, also known as the "Peel Report" (PDF), HMSO, For further information see the Commission's Wikipedia article at Peel Commission
- Storrs, Sir Ronald (junho de 1937). The Memoirs of Sir Ronald Storrs. [S.l.]: G.P.Putnam’s Sons
- Toynbee, Arnold; Friedman, Isaiah (1970). «The McMahon-Hussein Correspondence: Comments and a Reply» (PDF). Journal of Contemporary History. 5 (4): 185–201. JSTOR 259872. doi:10.1177/002200947000500411
- UNSCOP (1947). «United Nations Special Committee on Palestine 1947». United Nations
- Council of Ten (1919), «The Council of Ten: minutes of meetings February 15 to June 17, 1919», Papers relating to the foreign relations of the United States, The Paris Peace Conference, 1919, IV, United States Government Printing Office
- Council of Four (1919), «The Council of Four: minutes of meetings March 20 to May 24, 1919», Papers Relating to the Foreign Relations of the United States, The Paris Peace Conference, 1919, V, United States Government Printing Office